# Chris Darrow
Chris Darrow (Sioux Falls, 30 luglio 1944 – 15 gennaio 2020) è stato un cantautore e polistrumentista statunitense.
Viene considerato un pioniere della musica country rock della fine degli anni sessanta del Novecento e si esibì e registrò con numerosi gruppi, tra cui Kaleidoscope e la Nitty Gritty Dirt Band.

## Biografia

### Infanzia
Darrow nacque a Sioux Falls nel Dakota del Sud, ma crebbe nel sobborgo di Los Angeles di Claremont in California, ascoltando Ritchie Valens e gli Everly Brothers alla radio. Iniziò a suonare l'ukulele e acquistò la sua prima chitarra all'età di 13 anni. Suo padre Paul aveva suonato il clarinetto con la band jazz The Mentor Street Maniacs.
Frequentando il Pitzer College, Darrow trascorse due anni assistendo il folklorista Guy Carawan, che insegnava American Folk Life Studies. L'interesse di Darrow per la musica folk e bluegrass portò alla formazione della sua prima band, i Reorganized Dry City Players nel 1963, seguita dai Mad Mountain Ramblers.

### The Dry City Scat Band
Nel 1964, Darrow formò la band bluegrass The Dry City Scat Band con David Lindley, Richard Greene, Steve Cahill e Pete Madlem. Nel 1964, la Scat Band si esibì regolarmente a Disneyland e all'Ash Grove di Hollywood.
Darrow frequentò anche la scuola di specializzazione di Claremont, ottenendo il suo master in arte. Durante questo periodo, Darrow incontrò il collega artista bluegrass Chris Hillman e il passaggio di Hillman alla musica rock con The Byrds ebbe un profondo effetto su Darrow.

### The Floggs e Kaleidoscope
Il primo gruppo rock di Darrow furono Floggs, che comprendevano anche Roger Palos (basso), Bill Stamps (chitarra solista), Tommy Salisbury (batteria) e Hugh Kohler (tastiere).
Darrow si unì quindi a Lindley nella band psichedelica Kaleidoscope, che comprendeva anche Solomon Feldthouse e Max Buda. La band mescolava Medio Oriente, country, folk, blues e psichedelia, incorporando l'oud e il saz turco. Darrow, che compose e cantò una serie di canzoni, lasciò i Kaleidoscope poco dopo il completamento di Beacon From Mars.
Nel 1976, i Kaleidoscope si riunirono per registrare l'album When Scopes Collide e poi, nel 1991, Greetings From Kartoonistan... We Ain't Dead Yet.

### Nitty Gritty Dirt Band
Nel 1967, Darrow si unì alla Nitty Gritty Dirt Band, sostituendo Bruce Kunkel, e registrò due album con la band: Rare Junk e Uncle Charlie & His Dog Teddy. Come membro della band, apparve nel musical di Clint Eastwood, Paint Your Wagon.

### The Corvettes
Nel 1969, Darrow e Jeff Hanna formarono The Corvettes, pubblicando due singoli prodotti da Mike Nesmith per la Dot Records. Linda Ronstadt reclutò la band per il suo tour. Quando Hanna lasciò The Corvettes per tornare alla Dirt Band, fu sostituito da Bernie Leadon.

### Carriera da solista
Nel 1972, Darrow pubblicò il suo primo album Artist Proof  attraverso la Fantasy. Fu ristampato con tracce bonus nel 2012 dalla Drag City Records. Lo staff comprendeva Mickey McGee (batteria), Ed Black (pedal steel guitar), Arnie Moore (basso), Loren Newkirk (pianoforte), John Ware (batteria) e Claudia Linear e Jennifer Warnes (coriste).
I suoi successivi due album, Chris Darrow e Under My Own Disguise, furono pubblicati attraverso la United Artists. Chris Darrow fu registrato con membri dei Fairport Convention, del Jeff Beck Group e della band di Elton John. Dopo che Darrow prese Ben Harper sotto la sua ala, quest'ultimo registrò una cover della canzone di Darroe "Whipping Boy" come singolo principale per il suo album di debutto con una major.
A metà degli anni novanta, Darrow registrò per l'etichetta tedesca Taxim. Nel 2000, pubblicò un set con due CD Coyote: Straight from the Heart che include una suite strumentale di 40 minuti e 20 brani originali.

### Altri lavori
Darrow suonò il basso per il debutto di Leonard Cohen, Songs of Leonard Cohen. Gli outtakes di quelle sessioni furono successivamente usati nel film di Robert Altman McCabe and Mrs. Miller.
Darrow suonò il violino in Sweet Baby James di James Taylor.
Nel 1973, Darrow e Bob Mosley dei Moby Grape registrarono tre demo come Darrow/Mosley Band. Questi furono successivamente pubblicati su Desert Rain attraverso l'etichetta Shagrat. A loro si unirono Frank Reckard (chitarra solista), Loren Newkirk (tastiere) e Johnny Craviotto (batteria).

### Fotografia
Darrow scattò fotografie dall'età di 9 anni e realizzò le copertine di album di Starr Parodi, David Lindley e Henry Kaiser, Mojave, The Cache Valley Drifters, Swampdogs e Los Chumps.

### Morte
Darrow morì, all'età di 75 anni, il 15 gennaio 2020, per complicazioni dovute ad un ictus.

## Discografia

### Album da solista
- 1972 – Artist Proof (Fantasy) ristampato nel 2012 da Drag City[21]
- 1973 – Chris Darrow (United Artists) ristampato nel 2009 da Everloving Records
- 1974 – Under My Own Disguise (United Artists) ristampato nel 2009 da Everloving
- 1979 – Fretless (Pacific Arts)
- 1980 – A Southern California Drive (Wild Bunch)
- 1981 – Eye of the Storm (Takoma) con Max Buda
- 1997 – Coyote Straight from the Heart (Taxim)
- 1998 – Harem Girl (Taxim)
- 2002 – Slide on In (Taxim)
- 2006 – Wages of Sin (Taxim)
- 2013 - Artist Proof [Reissue]

### Come membro dei Kaleidoscope
- 1967 – Side Trips (Epic)
- 1968 –A Beacon from Mars (Epic)
- 1977 – When Scopes Collide (Pacific Arts) ristampato nel 2005 da Taxim[22]
- 1991 – Greetings From Kartoonistan... (Gifthorse)[23]

### Come membro della The Nitty Gritty Dirt Band
- 1968 – Rare Junk (Liberty)
- 1969 – Alive! (Liberty)
- 1970 – Uncle Charlie &amp; His Dog Teddy (Liberty)

### Come membro della Darrow-Mosley Band
- 1973 – Desert Rain (Shagrat) pubblicato nel 2010

### Come compositore
- 1970 – Louie and the Lovers – Rise (Epic) – traccia 10, "If The Night"
- 1970 – Kaleidoscope – Bernice (Epic) – traccia 5, "Lulu Arfin Nanny"
- 1994 – Ben Harper – Welcome to the Cruel World (Virgin) – traccia 2, "Whipping Boy"
- 2014 – Jo Jo Clark – New Hound in Town (Fuel 2000) – traccia 9, "King of the Cowboys"; traccia 12, "Goin' Back To Texas" (entrambe scritte anche da Kim Fowley)

### Come produttore
- 1972 – Guy Carawan – The Telling Takes Me Home (Cur Non)
- 1972 – Maxfield Parrish – It's a Cinch to Give Legs to Old Hard-Boiled Eggs (Cur Non)
- 1975 – Toulouse Engelhardt – Toullusions (Briar)
- 1983 – Super Heroines – Souls That Save (Bemisbrain Records)

### Altre apparizioni
- 1970 – John Stewart – Willard (Capitol)
- 1970 – James Taylor – Sweet Baby James (Warner Bros.)
- 1971 – Hoyt Axton – Joy to the World (Capitol)
- 1971 – John Stewart – The Lonesome Picker Rides Again (Warner Bros.)
- 1972 – John Fahey and His Orchestra – Of Rivers and Religion' (Reprise)
- 1972 – Marc McClure – Marc McClure (Capitol)
- 1972 – Morning – Struck Like Silver (Fantasy)
- 1972 – Odyssey – Odyssey (MoWest)
- 1973 – John Fahey and His Orchestra – After The Ball (Reprise)
- 1973 – Andy Goldmark – Andy Goldmark (Warner Bros.)
- 1973 – John Stewart – Cannons in the Rain (RCA Victor)
- 1975 – Baron Stewart – Bartering (United Artists)
- 1976 – Larry Hosford – Cross Words (Shelter)
- 1976 – Robb Strandlund – Robb Strandlund (Polydor)
- 1977 – Sammy Walker – Blue Ridge Mountain Skyline (Warner Bros.)
- 1977 – Helen Reddy – Ear Candy (Capitol)
- 1977 – Rank Strangers – Rank Strangers (Pacific Arts)
- 1978 – Harry Chapin – Living Room Suite (Elektra)
- 1978 – Dyan Diamond – In the Dark (MCA)
- 1980 – The Packards – Pray for Surf (Surfside)
- 1986 – The Unforgiven – The Unforgiven (Elektra)
- 1987 – Divine Horsemen – Snake Handler (SST)
- 1997 – Bill Ward – When the Bough Breaks (Purple Pyramid)
- 2009 – Tea – Dreams (Teajuana)
- 2016 – Corky Carroll and the Piranha (Darla)